# Пфалц Dr.I
Пфалц Dr.I је немачки ловачки авион. Авион је први пут полетео 1917. године. 

Највећа брзина у хоризонталном лету је износила 204 km/h. Практична највећа висина лета је износила 6500 метара а брзина пењања 866 метара у минути. Размах крила је био 8,60 метара а дужина 5,60 метара. Маса празног авиона је износила 498 килограма, а нормална полетна маса 704 kg. Био је наоружан са два синхронизована митраљеза ЛМГ 08/15 Шпандау (LMG 08/15 Spandau) калибра 7,92 mm.

## Наоружање
| Наоружање авиона: Пфалц        |      |
| Ватрено (стрељачко) наоружање  |      |
| Топ                            |      |
| Митраљез                       |      |
| Број и ознака митраљеза        | 2    |
| Калибар                        | 7,92 |
| Бомбардерско наоружање (бомбе) |      |
| Ракетно наоружање (ракете)     |      |